# Oeneis coreana
Oeneis coreana är en fjärilsart som beskrevs av Matsumura 1927. Oeneis coreana ingår i släktet Oeneis och familjen praktfjärilar. Inga underarter finns listade i Catalogue of Life.